# Micropsicoanálisis
El micropsicoanálisis es una técnica de psicoterapia centrada en la asociación libre y caracterizada por sus sesiones de larga duración. Fue descrita por primera vez en los años cincuenta por el psiquiatra suizo Silvio Fanti y desarrollada en los años posteriores en colaboración con Pierre Codoni y Daniel Lysek. El objetivo del micropsicoanálisis es el estudio del aparato psíquico hasta en sus «mínimos detalles» con el fin de aliviar los fenómenos psicosomáticos. Está especialmente indicado en casos de neurosis, pero desaconsejado en casos de psicosis.